# Kacey Musgraves
Kacey Lee Musgraves (ur. 21 sierpnia 1988 na obszarze Golden, w Teksasie) – amerykańska piosenkarka wykonująca muzykę z pogranicza country, americany, adult contemporary i popu oraz autorka tekstów. Jej nagrania rozeszły się w nakładzie 3,5 miliona egzemplarzy w Stanach Zjednoczonych.  

## Życiorys
Miała osiem lat, gdy stworzyła tekst do swojej pierwszej piosenki „Notice Me” i zaczęła grać na mandolinie. Od dwunastego roku życia gra na gitarze i pisze autorskie utwory. Część z nich znalazło się na albumie Little Bit of Texas grupy Texas Two Bits, którą tworzyła wraz z Aliną Tatum w 2000. Przez cały okres swojej młodości pisała, śpiewała i grała, występując na lokalnych festiwalach i wydając serię niezależnych albumów – Movin 'On (2002), Wanted: One Good Cowboy (2003) i Kacey Musgraves (2007).
W 2012 podpisała kontrakt płytowy z wytwórnią Mercury Nashville i rok późnej zaprezentowała swoje możliwości wokalne jako solowa artystka albumem Same Trailer Different Park. Z wydawnictwa pochodzą trzy przeboje wokalistki: „Merry Go 'Round”, „Blowin' Smoke” i  „Follow Your Arrow”. Za pierwszą płytę długogrającą i singiel „Merry Go 'Round” otrzymała nagrodę Grammy w 2014. Odnotowała wysokie miejsce na liście „Billboardu”, Country Airplay chart i zajęła 2. miejsce na wykresie Billboard 200 z debiutanckim albumem. Wydawnictwo zdobyło pozytywne recenzje i uznanie w branży muzycznej, co pozwoliło awansować Musgraves do czołówki współczesnych wykonawców country. Podniosło również oczekiwania co do jej drugiego albumu, Pageant Material, z którego główny singiel „Biscuits” osiągnął 1. miejsce na Country Airplay chart. W październiku 2016 wydała płytę świąteczną zatytułowaną A Very Kacey Christmas i rozpoczęła pracę nad swoim czwartym albumem studyjnym. Golden Hour ostatecznie ukazał się w 2018 i znalazł się w zestawieniu najlepszych płyt country 2018 roku według krytyków muzycznych serwisu AllMusic. W 2019 zwyciężył w kategorii „Album roku” i „Najlepszy album country” na gali Grammy. Oprócz tego Musgraves wygrała statuetkę za „najlepszą piosenkę country” (utwór „Space Cowboy”) i „najlepsze solowe wykonanie country” („Butterflies”).
Była supportem na trasie Katy Perry, The Prismatic World Tour (2014) i Harry’ego Stylesa, Live on Tour (2018). Od wielu lat chętnie udziela się charytatywnie. 
Za single „Merry Go 'Round”, „Follow Your Arrow” i „Blowin' Smoke” zdobyła kolejno dwie platynowe płyty i złotą. Jej album Same Trailer Different Park pokrył się platyną. 

## Odbiór
Krytycy podkreślają, że twórczość Musgraves to połączenie tradycyjnego country i progresywnych dźwięków. Chwalą  poszerzenie przez nią horyzontów muzycznych i nowoczesne brzmienie na albumie Golden Hour. Wskazują na to, że mogłaby przypaść do gustu również fanom rocka.

## Dyskografia

### Albumy studyjne
Opracowano na podstawie materiału źródłowego.
- 2013: Same Trailer Different Park
- 2015: Pageant Material
- 2016: A Very Kacey Christmas
- 2018: Golden Hour
- 2021: star-crossed
- 2024: Deeper Well

## Nagrody i wyróżnienia
| Rok  | Kategoria                          | Tytułem                                 | Nagroda | Nota      | Źródło |
| ---- | ---------------------------------- | --------------------------------------- | ------- | --------- | ------ |
| 2014 | Najlepszy nowy artysta             | Kacey Musgraves                         | Grammy  | Nominacja | [ 9 ]  |
| 2014 | Najlepsza piosenka country         | „Mama's Broken Heart” (jako songwriter) | Grammy  | Nominacja | [ 9 ]  |
| 2014 | Najlepsza piosenka country         | „Merry Go 'Round”                       | Grammy  | Wygrana   | [ 9 ]  |
| 2014 | Najlepszy album country            | Same Trailer Different Park             | Grammy  | Wygrana   | [ 9 ]  |
| 2016 | Najlepszy album country            | Pageant Material                        | Grammy  | Nominacja | [ 10 ] |
| 2019 | Najlepszy album country            | Golden Hour                             | Grammy  | Wygrana   | [ 5 ]  |
| 2019 | Album roku                         | Golden Hour                             | Grammy  | Wygrana   | [ 5 ]  |
| 2019 | Najlepsza piosenka country         | „Space Cowboy”                          | Grammy  | Wygrana   | [ 5 ]  |
| 2019 | Najlepsze solowe wykonanie country | „Butterflies”                           | Grammy  | Wygrana   | [ 5 ]  |